# 산타 마리아 델 카르미네 성당

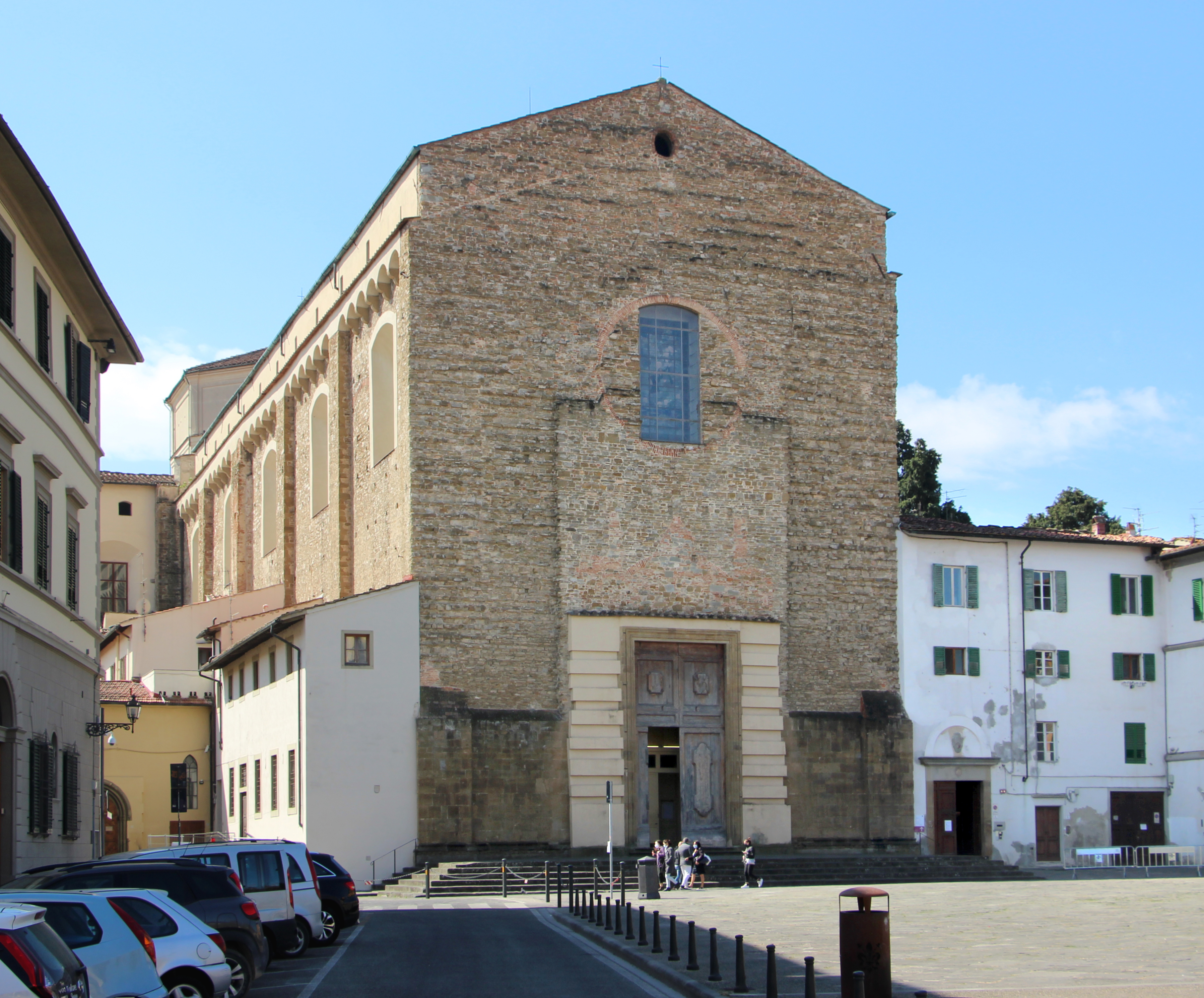
미완성으로 남아 있는 파사드.

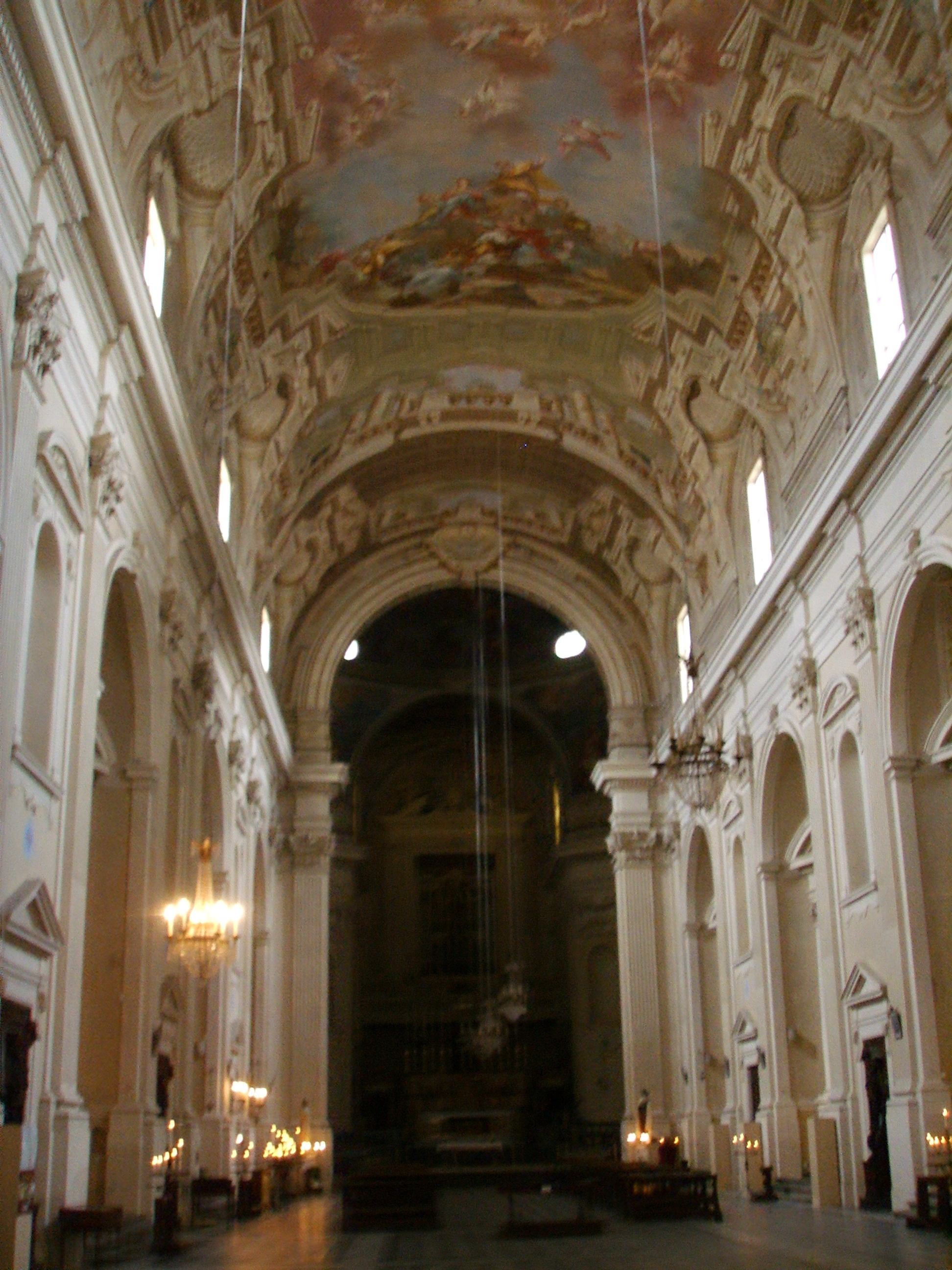
내부 모습.

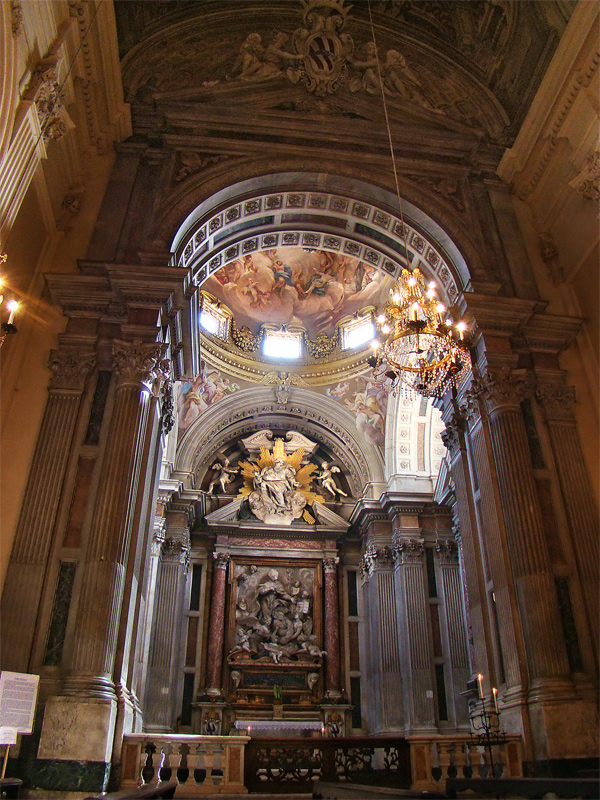
코르시니 예배당.

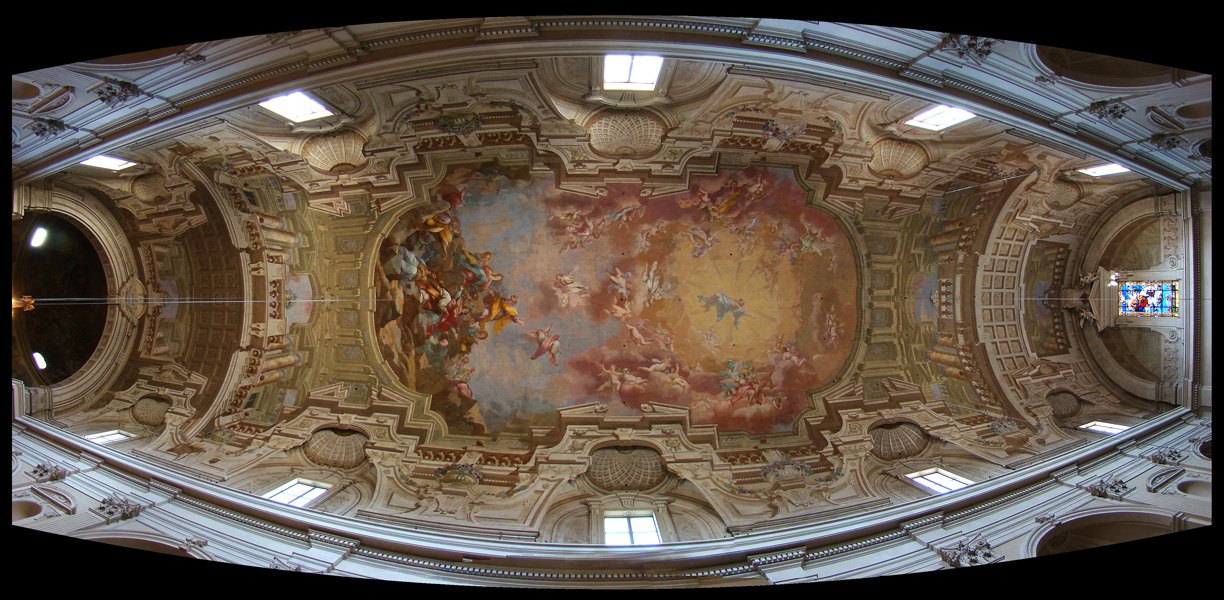
도메니코 스타기가 그린, 신랑의 궁륭.

산타 마리아 델 카르미네 성당(Basilica di Santa Maria del Carmine)은 이탈리아 피렌체의 올트라르노 구역에 있는 가르멜회의 성당이다. 마사초, 마솔리노 다 파니칼레 등이 시작하여 후대의 필리피노 리피가 완성한, 르네상스 시대의 프레스코를 소장한 브란카치 예배당이 있는 곳으로 유명하다.

## 역사
'가르멜 산의 성모'에게 봉헌된 이 성당은 피사에서 온 가르멜회 수도사 무리가 세웠다. 성당 건설은 현재까지 존재하는, 1267년에 가르멜회의 수도원의 부속 시설로서 시작된 것이었다. 원래 건물 중 일부가 남아있는 로마네스크-고딕 양식의 흔적들은 측면에서 찾아 볼 수 있다.
14세기에, 이곳은 다수의 평신도회들의 지부였다. 1328년에 수도원을 주변으로 한 종교 시설 단지가 처음으로 확장됐고 1464년에 다시 한번 확장되었는데, 이때 참사회장(capitular hall)과 리펙터리가 추가되었다.
16세기와 17세기에 바로크 양식으로 보수된, 이곳은 1771년에 화재의 피해를 입어 교회의 내부가 파괴되었다. 1782년에 로코코 양식으로 내부가 재건되었다. 여러 피렌체의 교회 및 성당처럼 이곳의 파사드는 미완성인채로 남아있다. 화재가 성구실은 건들지 못하였기에 리포 단드레아의 '성 체칠리아의 이야기' (1400년경), 베네데토 다 로베차노의 피에르 소데리니 대리석 기념물 (1511년-1513년) 등이 보존되어 있다. 교회 신랑의 궁륭에는 도메니코 스타기가 만든 트롱프 뢰유, 콰드라투라 프레스코화가 있다.

## 브란카치 예배당
브란카치 예배당 역시도 화재에서 큰 피해를 입지 않았고, 이곳을 프레스코로 덮는 것에 대대적으로 반발하던 한 피렌체 귀족 여성의 개입으로 이후 복원이 이뤄졌다. 이 예배당은 마사초, 마솔리노 등이 만든, 이탈리아 르네상스 첫 걸작이라 평가받는 유명한 프레스코화가 위치했다. 마사초의 스승인 마솔리노는 부유한 상인 펠리체 브란카치의 의뢰를 받아 1425년에 예배당 작업을 시작하였고 곧 그의 제자 마사초도 이 계획에 합류하게 되었다. 마솔리노가 그린 그림들은 '절름발이를 치료하는 성 베드로', '죽음에서 살아나는 타비타', '설교하는 성 베드로', '아담과 이브'가 있다. 마사초가 대부분 손댄 걸로는 '성전세', '그림자로 병을 고치는 성 베드로', '성 베드로의 십자가형', '개종자들의 세례', '천국으로부터의 추방' 등이 있다. 이들의 종교 인물들을 다루는 방식은 이 프레스코화를 초기 르네상스에서 등장한 가장 중요한 작품 중 하나로 만들었다. 필리피노 리피가 두 인물이 완성하지 못한 나머지를 끝마쳤다.
정교한 이탈리아의 로코코풍 천장화는 18세기 피렌체에서 가장 중요한 예술가 중 한 명인 조반니 도메니코 페레티가 그린 것이다.

## 코르시니 예배당
17-18세기 피렌체에서 가장 부유한 가문 중 하나인 코르시니 가문이 자신들 가문의 선조이자, 카르멜회 수도사이자 피에솔레 주교였고 1629년에 시성된 성 안드레아 코르시니 (1301년–1374년)의 유해를 모시기 위해 1675년–1683년에 걸쳐 만든 예배당을 지었다.
건축가 피에르 프란체스코 실바니는 당시 로마에서 유행하던 바로크 양식으로 이곳을 짓기로 택했다. 제단의 '성 안드레아 코르시니의 영광'을 묘사한 대리석 박육조는 포기니가 조각했고 위의 '성부'는 카를로 마르첼리니가 조각했다. 제단의 양쪽에는 포기니가 만든 대리석 박육조 2개가 더 있는데 하나는 '앙기아리 전투에서 피렌체군에 승리를 인도하는 검을 내려주는 성 안드레아'이고 다른 하나는 '젊은 성 안드레아가 목격한 성모의 기적의 환영'이다.
이곳의 작은 돔은 1682년에 조르다노가 프레스코로 장식했다. 이 프레스코는 화재로 피해를 입었고, 스테파노 파브리니가 복원하였다.

## 수도원
성당 역사에 있어서 이곳 수도원은 1771년의 화재부터 1966년 아르노강 홍수까지 등, 여러 재난을 겪었다. 대부분의 예술품들이 이에 따라 일부분만 남아 있으며, 여기에는 필리피노 리피의 '가르멜회 규칙의 부여', 알레산드로 알로리의 '최후의 만찬' 그리고 피에트로 넬리, 게라르도 스타르니나 등이 만든, 다른 예배당의 예술품 몇 점이 있다.
두 번째 리펙터리는 조반니 바티스타 반니가 그린 '바리세인 시몬의 저택에서 만찬' (1645년경)으로 장식되어 있다. 또한 리포 단드레아의 프레스코 조각들도 소장되어 있다.

## 그 외 안치된 인물
- 네르 코르시니
- 줄리아노 다미